# Bridge over Allt Feith a’ Mhoraire

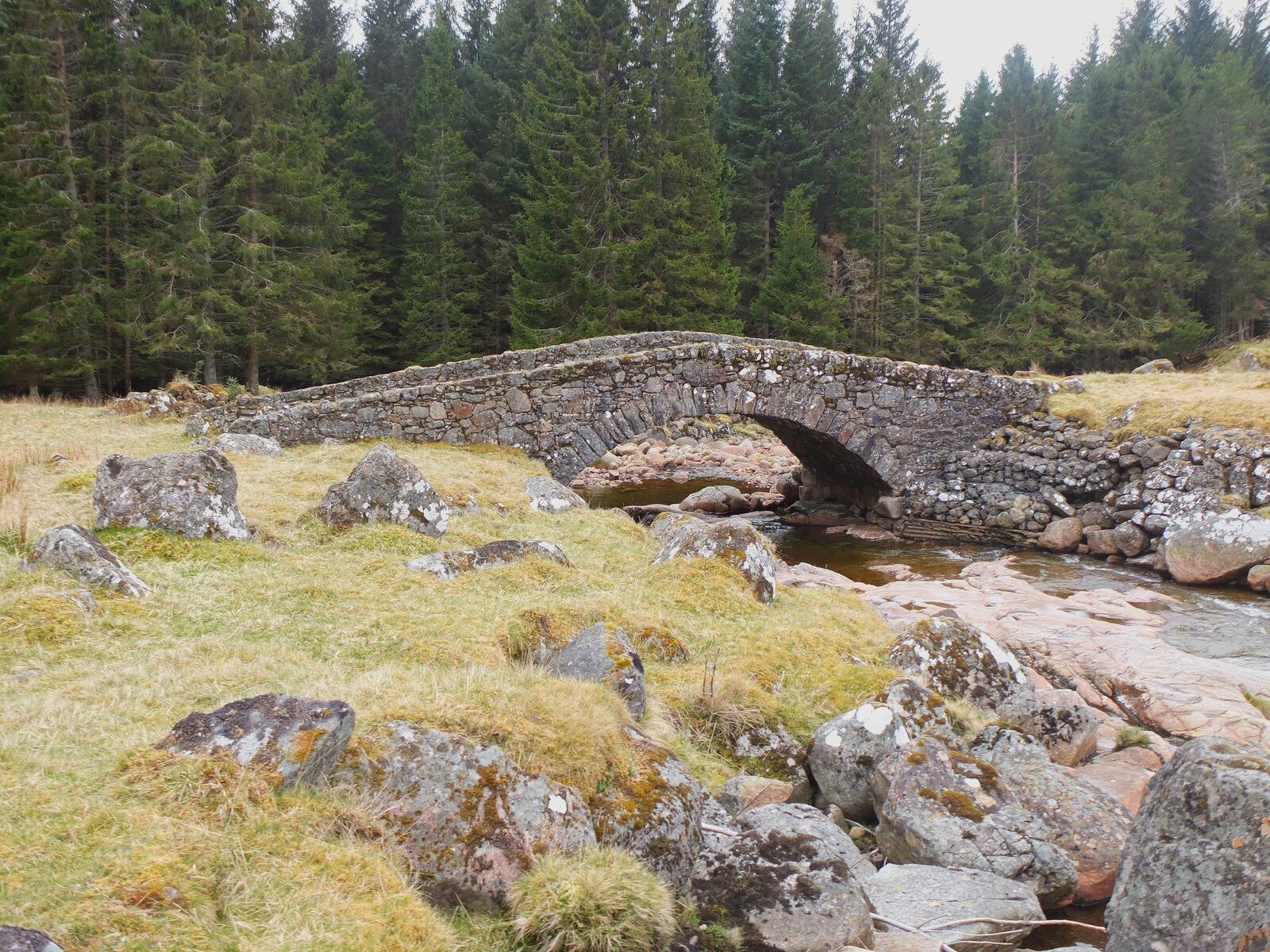
Blick auf die Brücke

Die Bridge over Allt Feith a’ Mhoraire ist eine kleine Brücke, die nordöstlich der Ortschaft Melgarve im Norden Schottlands steht. Erbaut wurde sie 1731/32 als Teil einer Straße über den Corrieyairack Pass, die unter George Wade errichtet worden war, um Truppen zwischen Dalwhinnie und Fort Augustus bewegen zu können. Sie ist heute für den regulären Verkehr nicht mehr nutzbar. Die Brücke selbst, die über den nach Süden zum Spey fließenden Bach Allt Feith a’ Mhoraire führt, hat einen knapp 200 Meter flussabwärts stehenden modernen Ersatzbau.
Das ursprüngliche Bauwerk umfasst einen Bogen aus Bruchstein mit einer Spannweite von 6,79 Metern und einer niedrigen Brüstung. Nachdem die Brücke auf der bachaufwärts gelegenen Seite zunehmend Schäden aufgrund äußerer Einflüsse erlitten hatte, wurde sie 1984 wieder vollständig in Stand gesetzt.
Seit 1986 ist die Brücke als Listed Building der Kategorie B ausgewiesen und steht daher unter Denkmalschutz.